# Nowe Brynki
Nowe Brynki (do 1945 niem. Neu Bruenken) – kolonia w Polsce położona w województwie zachodniopomorskim, w powiecie gryfińskim, w gminie Gryfino.
W latach 1975–1998 miejscowość administracyjnie należała do województwa szczecińskiego.
W miejscowości znajduje się cmentarz ewangelicki z drugiej połowy XIX wieku.